# Bayerischer Artilleriekommandeur Nr. 11
Der Bayerische Artillerie-Kommandeur Nr. 11 war ein Artilleriekommando der Bayerischen Armee im Ersten Weltkrieg.

## Geschichte
Das Kommando wurde durch das stellvertretende Generalkommando des III. Bayerischen Armee-Korps gemäß Verordnung des Bayerischen Kriegsministeriums vom 22. Februar 1917 gebildet. Am 8. März 1917 wurde es mobilisiert und war bis über den Waffenstillstand hinaus der 11. Bayerischen Infanterie-Division unterstellt.
Nach Kriegsende kehrte das Kommando am 20. Dezember 1918 in die Heimat zurück, wurde dort demobilisiert und schließlich am 22. Dezember 1918 in Fürth aufgelöst.

## Unterstellung
Am 1. Juni 1918 unterstanden dem Kommando folgende Einheiten:
- 21. Feldartillerie-Regiment
- Bayerische Munitionskolonnen 124, 125 und 129

## Kommandeur
| Dienstgrad   | Name       | Datum                                  |
| ------------ | ---------- | -------------------------------------- |
| Generalmajor | Georg Röck | 22. Februar 1917 bis 22. Dezember 1918 |